# Општина Бездеад (Дамбовица)
Бездеад (рум. Bezdead) општина је у Румунији у округу Дамбовица.
Oпштина се налази на надморској висини од 508 m.